# Sing (bài hát của Sesame Street)
"Sing" là một bài hát được viết bởi Joe Raposo vào năm 1971 cho một chương trình truyền hình dành cho thiếu nhi Sesame Street như một bài hát nổi danh. Vào năm 1973, nó đã trở nên phổ biến khi được thực hiện bởi The Carpenters, đạt vị trí thứ 3 trên bảng xếp hạng Billboard Hot 100.
Raposo là một nhạc sĩ sáng tác cho Sesame Street, và bài hát đã trở thành một trong những bài hát phổ biến nhất trong chương trình, được hát bằng tiếng Anh, Tây Ban Nha và ngôn ngữ ký hiệu. Trong lần xuất hiện đầu tiên, bài hát được trình bày bởi các thành viên trưởng thành của chương trình và the Muppets, bao gồm Big Bird.
Phiên bản 1972 của Barbra Streisand được phát hành dưới dạng đĩa đơn, đạt vị trí thứ 28 trên bảng xếp hạng Easy Listening.

## Phiên bản The Carpenters
Mặc dù Barbra Streisand đã có một bản hit vào năm 1972 cùng với "Sing", Karen và Richard Carpenter lần đầu tiên nghe bài hát này với tư cách là khách mời trong chương trình truyền hình đặc biệt Robert Young with the Young của đài ABC vào năm 1973. Họ yêu thích bài hát này và cảm thấy nó có thể trở thành một bài hit. Nó được ra mắt dưới dạng đĩa đơn của nhóm trong album Now & Then phát hành năm 1973. Nó đạt #3 trên bảng xếp hạng Billboard Hot 100 và #1 trên bảng xếp hạng Billboard Easy Listening, và nó trở thành đĩa đơn vàng thứ 7 của nhóm. Đây cũng là đĩa đơn thứ tám của Carpenters lọt vào top 10 trên bảng xếp hạng Billboard Hot 100.
Bản thu âm của Carpenters được sản xuất và biên soạn bởi Richard Carpenter và được thiết kế bởi Ray Gerhardt. Karen Carpenter hát chính, cùng với phần bè của chính bản thân mình, Richard và dàn hợp xướng thiếu nhi Jimmy Joyce. Người chơi đàn là Richard, bass bởi Joe Osborn, chơi trống bởi Karen và thổi sáo bởi Tom Scott.
Vào năm 1974 trong chuyến lưu diễn ở Nhật Bản, Carpenters đã thu âm album live đầu tiên tại Osaka. Nó bao gồm một phiên bản mới của bài hát cùng với phần hát đệm của thiếu nhi trình bày do dàn hợp xướng thiếu nhi Kyoto thể hiện. Nó là một phần của album Live in Japan, ghi âm vào tháng 6 năm 1974 và được phát hành ở Nhật Bản vào ngày 7 tháng 3 năm 1975. Album được phát hành dưới dạng đĩa CD.

## Cá nhân
- Karen Carpenter – hát chính và bè, chơi trống
- Richard Carpenter – hát bè, piano, Wurlitzer electronic piano, celesta, orchestration
- Joe Osborn – bass
- Tom Scott – thổi sáo
- Dàn hợp xướng thiếu nhi Jimmy Joyce – hát bè
- Doug Strawn - kẻng tam giác, tambourine

## Bảng xếp hạng
Phiên bản Carpenters
| Bảng xếp hạng (1973)                          | Vị trí cao nhất |
| --------------------------------------------- | --------------- |
| Úc                                            | 24              |
| Canada RPM Top Singles                        | 4               |
| Canada RPM Adult Contemporary                 | 5               |
| Pháp (IFOP)                                   | 21              |
| Nhật Bản (Oricon International Singles Chart) | 1               |
| Nhật Bản (Oricon Singles Chart)               | 18              |
| New Zealand (Listener)                        | 7               |
| Quebec (ADISQ)                                | 4               |
| Hoa Kỳ Billboard Hot 100                      | 3               |
| US Billboard Easy Listening                   | 1               |
| US Cash Box Top 100                           | 5               |
| US Cashbox Radio Active Airplay Singles       | 1               |
| US Record World                               | 4               |

| Bảng xếp hạng (1973) | Hạng |
| -------------------- | ---- |
| Canada               | 52   |
| US Billboard Hot 100 | 59   |
| US Cash Box          | 42   |